# Telomeras
Telomeras är ett enzym som förlänger telomererna på kromosomer. Man har sett att vissa cancerceller uttrycker för mycket telomeras i celler som inte behöver det.

## Allmänt
Varje cell i vår kropp innehåller hela vårt genom, det vill säga vår ärftliga information. Detta packas på ett raffinerat sätt i kromosomer, med hjälp av en sorts spolar som kallas histoner. Varje kroppscell hos en människa har 46 stycken kromosomer. Telomererna utgör de yttersta ändarna på våra kromosomer. I våra vanliga kroppsceller förkortas kromosomerna vid varje celldelning, vilket bidrar till att cellerna får en begränsad livslängd. När cellen delat sig för många gånger kommer cellens funktionella, proteinkodande DNA att börja brytas ner. 
För att återställa telomerernas längd i könscellerna (spermier och äggceller) arbetar enzymet telomeras, vilket gör att telomererna "återställs" åt det nya fostret.
De senaste åren har telomererna kommit i forskningsfokus, eftersom det visat sig att återbildningen av telomerer kan ha en viktig funktion inom åldrande och cancer. Man har bland annat upptäckt att många cancerceller uttrycker enzymet telomeras i onaturligt höga nivåer. Enzymet bidrar till att dessa celler får ”evigt liv”, eftersom de inte dör trots att de delat sig onaturligt många gånger. Skulle man kunna reglera mängden telomeras i olika celler skulle man få en kraftfull metod att bota flera cancertyper.
Dessutom spekulerar man i att detta skulle kunna utgöra en mekanism som kan bidra till att förlänga vår livslängd och skjuta upp åldrande.

## Förekomst
Hos människan är telomeras framför allt aktivt i könsceller, där den förlänger telomersekvenserna. Det tycks vara inaktivt i människans somatiska celler, men det är ännu oklart om detta är helt sant. Hos möss förblir telomeraset delvis aktivt i de somatiska cellerna. Jästceller kan kontrollera aktiviteten hos telomeraset. Vissa organismers telomerer, till exempel den klykstjärtade stormsvalans och hydrans (ett väldigt litet sötvattensdjur), förlängs under deras livstid, vilket i teorin innebär att de skulle kunna leva för evigt, om det inte vore för skador, sjukdomar och rovdjur.

## Struktur
Telomeras består av en eller flera proteindelar och en RNA-del. Telomerer består av en upprepad DNA-sekvens. För alla däggdjur är denna sekvens TTAGGG. Telomererna sitter längst ut på kromosomen och har till uppgift att skydda änden av kromosomen. Vid varje replikation av DNA förkortas sekvensen. När sekvensen har kortats till en viss längd sker en programmerad celldöd.

## Historia
Ordet telomer, som kommer från grekiskans telo (ände) och meros (del), myntades av den amerikanske genetikern Hermann J. Muller redan på 1930-talet. Han fann under sitt forskningsarbete att bananflugans kromosomer då de utsattes för röntgeninducerade brott, tenderade att bindas samman med andra nybildade kromosomändar. Detta fenomen bekräftades senare samma årtionde av Barbara McClintock som utförde sina experiment på majs. Eftersom det bara är konstgjort framställda telomerer som är "klistriga" (efter engelskans sticky) så måste cellen ha ett skydd som hindrar kromosomändarna från att sammanlänkas. Detta skydd har visat sig bestå av proteiner som binds till änden antingen direkt via DNA:t eller via bindning till andra proteiner.
Inte alla telomerer har DNA med korta upprepningar. Bananflugans och fjädermyggans telomerer utgör exempel på kromosomändar vars DNA är uppbyggda av långa komplexa upprepningar.
Under början av 1980-talet påbörjade Elizabeth Blackburn, Carol Greider och Jack Szostak sin forskning om hur telomererna och enzymet telomeras skyddar kromosomerna. Blackburn lyckades med att visa att de mänskliga telomererna är uppbyggda av en upprepad DNA-sekvens. Tillsammans med Jack Szostak utförde hon därefter ett experiment som visade att den encelliga organismen tetrahymena kan skydda DNA-molekyler från jäst. Det faktum att denna skyddande effekt finns bevarad trots så många år av evolution visar att detta är en grundläggande biologisk mekanism. Blackburn och Greider upptäckte senare enzymet telomeras.

## Funktion
Telomeras är ett omvänt transkriptas, det vill säga enzymet använder RNA som mall för att skapa DNA. Telomeras attraheras till TTAGGG-repeats, telomerer, i slutet på kromosomerna. Den binder till och förlänger telomersekvensen genom att använda RNA som mall för att skapa TTAGGG-repeats (hos människan).
Ett känt protein som förlänger telomererna kallas telomeras, dock är det inte telomerens DNA-sekvens som kodar för enzymet telomeras. Telomeren består av inaktiva gener som saknar funktionen att koda för ett protein. Dess enda uppgift är att skydda kromosomen från nedslitning. Länge trodde man att denna DNA-sekvens saknade betydelse. Men nu vet vi att telomerer har en central betydelse i bland annat utvecklingen av cancer och åldrande av celler. Man har gjort experiment på möss och växter och kommit fram till att telomeras behövs för att utvecklas, växa och överleva.

## Cancer
Telomerer och telomeras har en väsentlig betydelse för utvecklingen av cancer. Sker inte den programmerade celldöden som den ska, fortsätter celldelningen fastän cellerna är slitna. Detta medför att eventuella mutationer, som i vissa fall är skadliga, fortsätter att existera, vilket orsakar risk för till exempel tumörer. I de flesta vanliga celler är telomeraset inaktivt men i tumörer aktiveras det och ger cellen ”evigt liv”. Telomerasaktiviteten är nämligen 80-90 % högre i en cancercell. Man kan också sammanlänka ett flertal sjukdomar med hög telomeras-aktivitet där okontrollerad cellväxt sker.
Telomeras är ett enzym som förlänger telomerer, linjära kromosomändar, genom att sätta till korta DNA-upprepningar till dessa. Det förhindrar att genetisk information förloras vid celldelning. Enzymet upptäcktes av Elizabeth Blackburn och Carol Greider. De fick Nobelpriset i medicin för detta 2009. 
Människans kromosomer förkortas något inför varje celldelning på grund av att DNA-polymeraset inte förmår kopiera den yttersta änden telomeren. I människans kroppsceller blir kromosomerna kortare för varje celldelning. I könscellerna förlängs kromosomerna av telomeras. Telomeraset förlänger telomeren igen genom att sätta till korta TG-rika DNA-upprepningar (TTAGGG i människa) till kromosomändan.

## Framsteg
Man har funnit en jästart, Saccharomyces castellii som har telomerer som liknar en människas. Man har undersökt denna jästart och hittat två proteiner, Cdc13 och Rap1 som binder till telomert DNA. Man hoppas kunna finna ett protein som kan reglera telomerernas längd. Detta skulle innebära att människans medellivslängd kan förlängas.